# Adrianus Turnebus
Adrianus Turnebus (Adrien Turnèbe o Tournèbe) (Les Andelys, 1512 - París, 12 de junio de 1565) fue un humanista y filólogo francés.

## Biografía
Turnebus nació en Les Andelys, en la Alta Normandía. A los doce años de edad fue enviado a París para estudiar, y llamó gran atención por su talento notable. Después de tener el cargo de profesor de belles-lettres en la Universidad de Toulouse, en 1547, retornó a París como profesor (o lector real) de Literatura griega en el Colegio Real. En 1562, cambió este puesto por el de profesor de Filosofía griega.
En 1552 fue responsable por la impresión de los libros griegos en la Prensa Régia, en cuya tarea fue ayudado por su amigo, Guillaume Morel. Joseph Justus Scaliger fue su alumno. Murió de tuberculosis  el 12 de junio de 1565. Fue padre de Odet de Turnèbe.

## Trabajos
Sus obras consisten principalmente de disertaciones filológicas, comentarios (sobre Ésquilo, Sófocles, Teofrasto, Fílon y Cicerón), y de traducciones de autores griegos para el latín y francés. Su hijo, Étienne publicó su obra completa en tres volúmenes (Estrasburgo, 1600), y su hijo Adrien publicó su Adversaria, conteniendo explicaciones y enmiendas de numerosos pasajes de autores clásicos.